# Memmingerberg
Memmingerberg – miejscowość i gmina w Niemczech, w kraju związkowym Bawaria, w rejencji Szwabia, w regionie Donau-Iller, w powiecie Unterallgäu, siedziba wspólnoty administracyjnej Memmingerberg. Leży w Allgäu, około 22 km na południowy zachód od Mindelheimu, koło Memmingen.
Częściowo na terenie gminy leży najwyżej położone lotnisko w Niemczech - Port lotniczy Memmingen.

## Demografia
| Rok  | Liczba mieszk. |
| ---- | -------------- |
| 1970 | 2 535          |
| 1987 | 2 023          |
| 2000 | 2 545          |

## Polityka
Wójtem gminy jest Alwin Lichtensteiger z CSU, rada gminy składa się z 14 osób.
|      | CSU | SPD | Zieloni/Flugplatzgegner | Bürgerblock | Unabhängige Memmingberger Bürger | Razem |
| 2008 | 6   | -   | -                       | 5           | 3                                | 14    |
| 2002 | 6   | 3   | 1                       | 4           | -                                | 14    |

## Oświata
W gminie znajduje się przedszkole (100 miejsc i 83 dzieci) oraz szkoła (34 nauczycieli i 612 uczniów).